# Cutimbo
Cutimbo es un monumento arqueológico en el Perú. Está situado en la Región Puno, provincia de Puno, Distrito de Pichacani. Cutimbo está situado a 20 kilómetros al suroeste de la ciudad de Puno.
Está conformado por dos mesetas ubicadas en las pampas de Cutimbo y Viluyo, a una altitud de 4.023 metros sobre el nivel del mar, se encuentra en una ubicación geográfica estratégica, tuvo uso ceremonial, ritual y religioso. En Cutimbo pueden encontrarse varias Chullpas en las que se enterraban a los personajes importantes de su tiempo.
Fue declarado Patrimonio Cultural de la Nación mediante R.M. N.º 296/ INC-2003.

## Galería

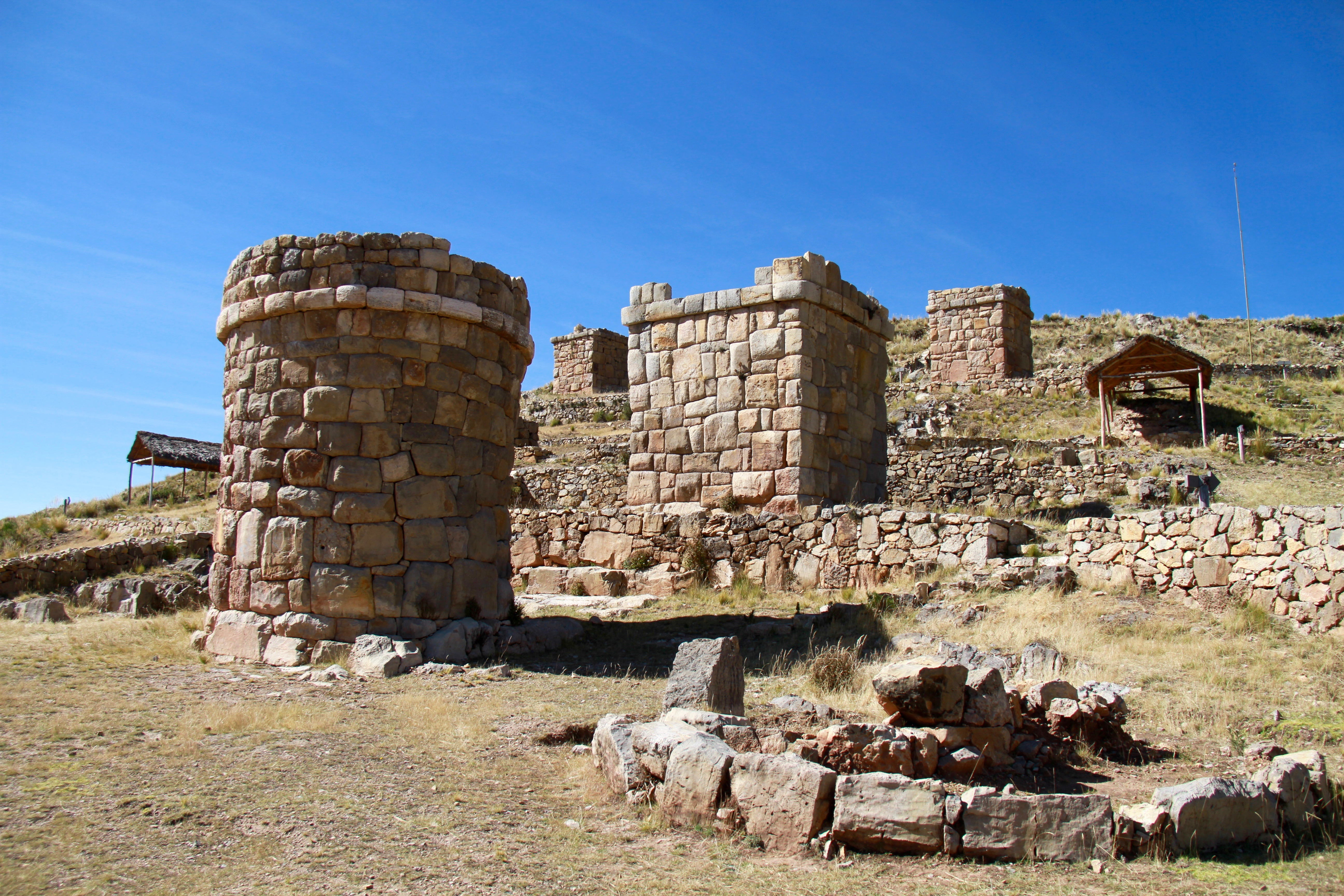
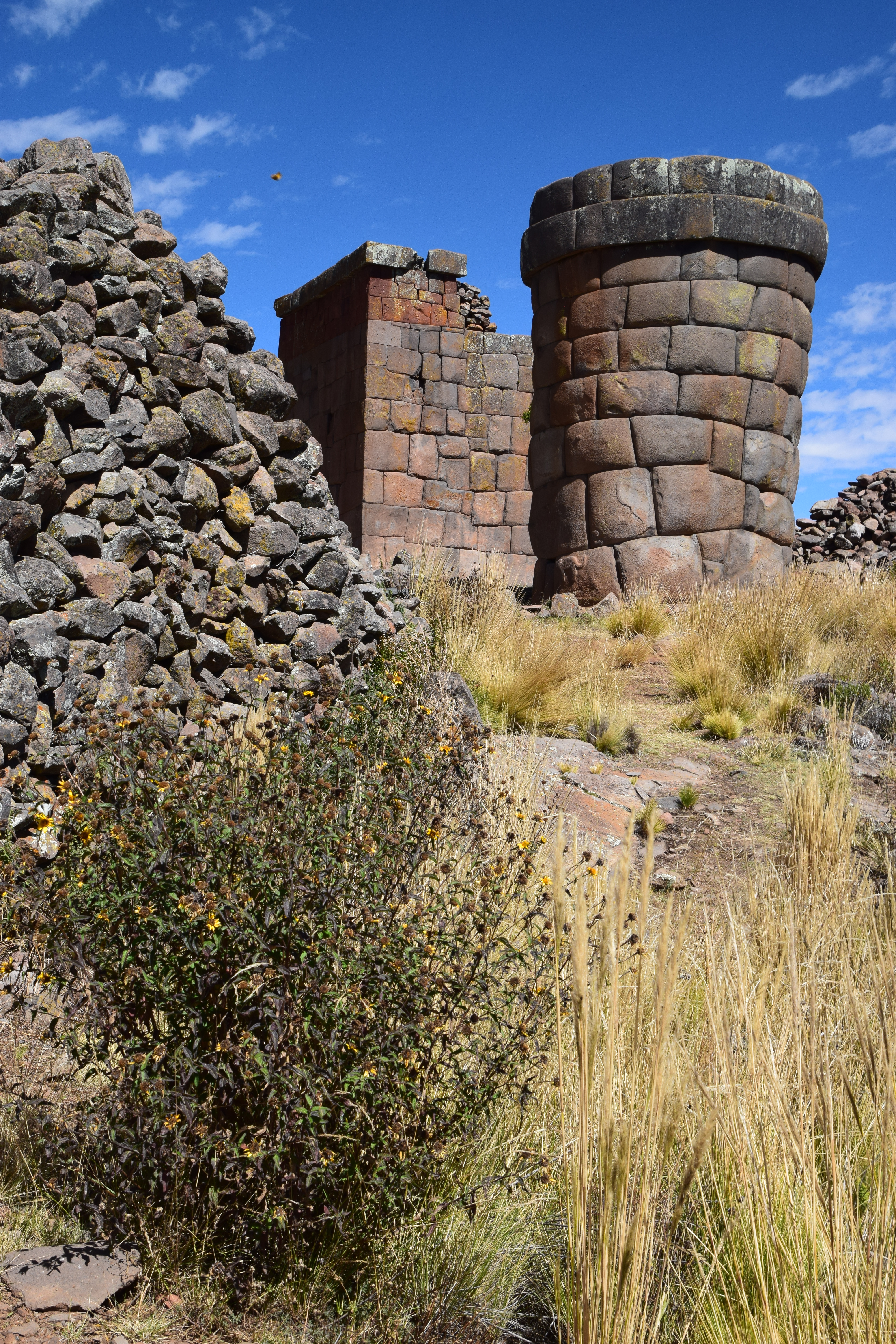